# Effet photoélectrique

Un schéma montrant l'émission d'électrons depuis une plaque métallique. L'émission de chaque électron (particules rouges) requiert une quantité minimale d'énergie, laquelle est apportée par un photon (ondulations bleues).

Pour les articles homonymes, voir EPE.
En physique, l'effet photoélectrique désigne en premier lieu l'émission d'électrons par un matériau sous l'action de la lumière. Par extension, il regroupe l'ensemble des phénomènes électriques dans un matériau sous l'effet de la lumière. On distingue alors deux effets : l'éjection d'électrons hors du matériau (émission photoélectrique) et la modification de la conductivité de ce matériau (photoconductivité, effet photovoltaïque lorsqu'il est en œuvre au sein d'une cellule photovoltaïque, effet photoélectrochimique, effet photorésistif).
Lorsque l'effet photoélectrique se manifeste, toute l'énergie du photon incident se transmet à l'électron. Une quantité d'énergie minimale est nécessaire pour extraire l'électron de l'atome, l'énergie excédentaire est transmise à l'électron sous forme d'énergie cinétique. Une absorption partielle est caractérisée par la diffusion Compton.
Cet effet a été difficile à expliquer, car l'émission d'électrons ne dépend pas de l'intensité du flux lumineux, mais uniquement de la fréquence de la lumière, quelle que soit son intensité. C'est l'explication du phénomène par Albert Einstein en 1905 (pour laquelle Einstein a eu le prix Nobel) qui a mené à l'hypothèse que la lumière est constituée de quanta d'énergie, appelés photons, et à l'élaboration de la mécanique quantique.

## L'effet

### Définition
L'effet photoélectrique est un phénomène physique dans lequel un matériau, généralement métallique, émet des électrons, sous l'effet d'un rayonnement électromagnétique de fréquence suffisamment élevée, fréquence qui dépend du matériau. L'existence de ce seuil de fréquence, non prévu par la mécanique classique est expliqué par la physique quantique.

### Constatations expérimentales de l'émission photoélectrique
1. L'énergie cinétique des photoélectrons est indépendante de l'intensité lumineuse[1],[2].
2. L'énergie cinétique maximale des électrons, pour un matériau donné, ne dépend que de la fréquence de la lumière utilisée[2] et croît linéairement avec celle-ci[1].
3. Aucun photoélectron n'est produit au-dessous d'un seuil en fréquence[1],[2].
4. Le photo-courant est proportionnel à l'intensité lumineuse[2] : quand des photoélectrons sont émis, leur nombre par unité de temps est proportionnel à l'intensité lumineuse[1],[3].
5. L'émission photoélectrique est quasi instantanée : quand des photoélectrons sont émis, leur émission débute quelques nanosecondes[1] (≤ 3 × 10−9 s)[3] après l'illumination de la photocathode[3], indépendamment de l'intensité lumineuse[3].

### Applications
- Effet photoélectrique externe : un tube photomultiplicateur (PMT en anglais) est une application directe de cet effet. L'électron créé par le rayonnement incident est ensuite multiplié grâce à un système de dynodes, à tension progressive.
- Effet photoélectrique interne : il se déroule dans un semi-conducteur. C'est l'excitation d'un électron dans la bande de conduction qui donne en général lieu à un courant. Celui-ci peut être mesuré pour servir de détecteurs (photodiode, cellule photoélectrique) ou récolté pour fournir de l'électricité (cellule photovoltaïque).

## Histoire
En 1839, Antoine Becquerel et son fils Alexandre Edmond présentent pour la première fois un effet photoélectrique[réf. souhaitée]. Leur expérience permet d'observer le comportement électrique d'électrodes immergées dans un liquide, modifié par un éclairage.
La découverte de l'effet photoélectrique est attribuée à Heinrich Hertz en 1887,,,. Il publie les résultats dans la revue scientifique Annalen der Physik. Grâce à l'effet photoélectrique, il est alors devenu possible d'obtenir des rayons cathodiques de faible énergie cinétique (ce qui sera interprété ensuite comme un faisceau d'électrons « lents » ) pour étudier la propagation dans le vide ; rayons que, par commutation d'un champ électrique, on pouvait réfracter ou ralentir à volonté, au point d'annihiler, voire de réfléchir le rayon. Ces nouvelles possibilités eurent bientôt une multitude d'applications techniques, comme le redressement du courant alternatif, l'amplification de signaux faibles en TSF ou la génération d'ondes porteuses non atténuées dans l'émission radio (1913).
Dès 1888, Wilhelm Hallwachs attribue l'effet à l'émission de charges négatives,. En 1892, Julius Elster (1854-1920) et Hans Geitel (1855-1923) démontrent la proportionnalité entre le courant photoélectrique et le flux lumineux incident. En 1900, Philipp Lenard identifie les charges négatives comme étant des électrons.
Mais les mesures faites sur l'effet photoélectrique entraient en contradiction avec la théorie classique de l'émission. En effet, la valeur de l'intervalle de temps nécessaire à ce que les électrons soient éjectés, obtenue par les calculs de la mécanique newtonienne, était beaucoup plus grande  que la valeur expérimentale. C'est cette contradiction qui inspira Einstein pour interpréter cet effet photoélectrique.
Ainsi, Albert Einstein fut le premier, en 1905, à en proposer une explication, en utilisant le concept de particule de lumière, appelé aujourd'hui photon, et celle du quantum d'énergie initialement introduits par Max Planck en 1900 dans le cadre de l'explication qu'il proposa lui-même pour l'émission du corps noir,. Einstein a expliqué que ce phénomène était provoqué par l'absorption de photons, les quanta de lumière, lors de l'interaction du matériau avec la lumière. Cette explication lui valut le prix Nobel de physique en 1921.
En 1916, au terme d'une série d'expériences, Robert Andrews Millikan conclut que les caractéristiques de l'effet photoélectrique sont conformes à la théorie proposée en 1905 par Einstein,.
La fondation Nobel a décerné trois prix Nobel de physique en rapport avec l'effet photoélectrique :
- celui de 1905 à Lenard « pour ses travaux sur les rayons cathodiques »[19] ;
- celui de 1921 à Einstein « pour ses services en physique théorique, et particulièrement pour sa découverte de la loi de l'effet photoélectrique »[20] ;
- celui de 1923 à Millikan « pour ses travaux sur la charge élémentaire de l'électricité et sur l'effet photoélectrique »[21].

## Interprétation et explication

L'effet photoélectrique, l'onde électromagnétique incidente éjecte les électrons du matériau

Cet effet ne peut pas être expliqué de manière satisfaisante lorsqu'on considère que la lumière est une onde. La théorie acceptée en 1905 (avant le modèle d'Einstein), l'électromagnétisme classique de James Clerk Maxwell, permettait bien d'expliquer la plupart des phénomènes optiques ; mais si l'on considère la lumière comme une onde, en augmentant son intensité et en attendant suffisamment longtemps, on devrait pouvoir fournir suffisamment d'énergie au matériau pour en libérer des électrons. Or l'expérience montre que l'intensité lumineuse n'est pas le seul paramètre, et que le transfert d'énergie provoquant la libération des électrons ne peut se faire qu'à partir d'une certaine fréquence.
L'interprétation d’Einstein, l'absorption d'un photon, explique parfaitement toutes les caractéristiques de ce phénomène.
Les photons de la source lumineuse possèdent une énergie caractéristique déterminée par la fréquence de la lumière. C'est la relation de Planck-Einstein, qui avait été supposée par Max Planck pour résoudre la catastrophe ultraviolette, mais sans lui donner de réalité physique, et que Einstein utilise ici en lui donnant en sens physique.
Lorsqu'un électron du matériau absorbe un photon et que l'énergie de celui-ci est suffisante, l'électron est éjecté; sinon l'électron ne peut s'échapper du matériau. Comme une augmentation de l'intensité de la source lumineuse ne change pas l'énergie des photons mais seulement leur nombre, on comprend aisément que l'énergie des électrons émis par le matériau ne dépend pas de l'intensité de la source lumineuse.
Après l'absorption du photon par l'atome, le photoélectron émis a une énergie 
{\displaystyle E_{e}=E_{g}-E_{b}}
où {\displaystyle E_{b}} est l'énergie de liaison du photoélectron et {\displaystyle E_{g}} l'énergie du photon absorbé.
L'effet photoélectrique domine aux faibles énergies, mais la section efficace croît rapidement avec le numéro atomique Z :
{\displaystyle \sigma _{PE}={\frac {Z^{n}}{{E_{g}}^{3.5}}}}
où {\displaystyle n} varie de 4 à 5.
À des énergies et des numéros atomiques où ce processus est important, l'électron émis est absorbé sur une distance très courte de telle manière que toute son énergie est enregistrée dans le détecteur.
Les rayons X qui sont émis dans la réorganisation du cortège électronique à la suite de l'émission de l'électron sont également absorbés dans le milieu.
Dans la littérature, "Radiation Oncology Physics: A Handbook for Teachers and Students. E.B. Podgorsak", il est également possible de trouver cette équation :
{\displaystyle \sigma _{PE}={\frac {Z^{4}}{{E_{g}}^{3}}}}

## Équation
L'équation d'Einstein pour l'effet photoélectrique s'écrit :
{\displaystyle h\nu =W_{\mathrm {S} }+{\frac {1}{2}}mv^{2}},
où :
- {\displaystyle h\nu } est l'énergie du photon[22] ;
- {\displaystyle -W_{\mathrm {S} }} est l'énergie de liaison de l'électron[22] ;
- {\displaystyle {\frac {1}{2}}mv^{2}} est l'énergie cinétique finale de l'électron[22].

L'énergie d'un photon est caractérisée par la formule {\displaystyle E=h\nu }, hypothèse posée par Planck. {\displaystyle E} correspond à l'énergie du photon, {\displaystyle \nu } est la fréquence et {\displaystyle h} est la constante de Planck qui vaut 6,626 076 × 10−34 J.s. On constate que l'énergie du photon est proportionnelle à la fréquence et varie donc en fonction de la couleur.

## Discussion
La démonstration d'Einstein est fondée sur l'hypothèse d'électrons liés à des atomes indépendants à l'intérieur d'un métal. On sait maintenant que les électrons forment un plasmon à la fréquence de l'onde électromagnétique. Le problème est donc complexe.

### Théorie semi-classique
L'effet photoélectrique peut s'expliquer dans le cadre d'une théorie semi-classique où le champ électromagnétique n'est pas quantifié.